# Озрен (западна Србија)
Озрен је планина у југозападној Србији, која се налази у подједнакој близини Бродарева и Сјенице и у подножју крашких масива Јадовника са запада и Гиљеве са истока. Највиши врх планине је Орловача, који има 1.693 m нмв. 
На падинама планине Озрен извире река Увац, док под планином свој ток има и Лим. У непосредној близини Озрена је и гранични прелаз Гостун према Црној Гори.